# Fichtel & Sachs
Fichtel & Sachs wurde 1895 in Schweinfurt gegründet und war ein bekanntes deutsches  Familienunternehmen. Als eigenständiges Unternehmen lautete der Firmenname zuletzt Fichtel & Sachs AG.
Von 1987 bis 1991 wurde der Automobilzulieferer von Mannesmann übernommen und 1997 in Mannesmann Sachs AG umfirmiert. Ab 2001 gehörte Sachs als Tochterunternehmen ZF Sachs AG zu ZF Friedrichshafen. 2011 wurde ZF Sachs, wie andere Tochterunternehmen des Konzerns, rechtlich mit der ZF Friedrichshafen AG verschmolzen und die eigenständigen Geschäftsbereiche in die Divisionen der ZF integriert. Sachs ist seitdem eine Marke der ZF Friedrichshafen AG. Der Hauptsitz für Entwicklung, Produktion und Vertrieb von Produkten der Marke Sachs blieb in Schweinfurt. Das Schweinfurter Werk ist heute (2017) der größte Standort des Automobilzulieferers ZF Friedrichshafen.

## Geschichte

### Ära Ernst Sachs

#### Unternehmensgründung
1894 macht Ernst Sachs erste Konstruktionsversuche für Fahrradnaben, mit erstem Patent am 23. November auf Fahrrad-Kugellager mit verschiebbarer Kugellauffläche. Am 1. August 1895 gründeten Ernst Sachs (technische Leitung) und Karl Fichtel (kaufmännische Leitung) das Unternehmen Schweinfurter Präcisions-Kugellagerwerke Fichtel & Sachs als oHG mit einem Gründungskapital von 15.000 Mark. Es wurden zunächst Kugellager und Fahrradnaben hergestellt. 1896 produzierten bereits 70 Arbeiter täglich ca. 50 bis 70 Naben.

#### Bedeutende Erfindungen
- 1889: Fahrradfreilauf von Ernst Sachs.[8]
- 1903: Rücktrittbremse von Ernst Sachs.[8]
- 1903: Torpedo-Freilaufnabe: Fahrradkomponente mit integriertem Freilauf und Rücktrittbremse, von Ernst Sachs.

Die Nabenschaltung wurde von Fichtel & Sachs nicht erfunden, aber über Jahrzehnte weiterentwickelt.

#### Geburtsstunde der Globalisierung

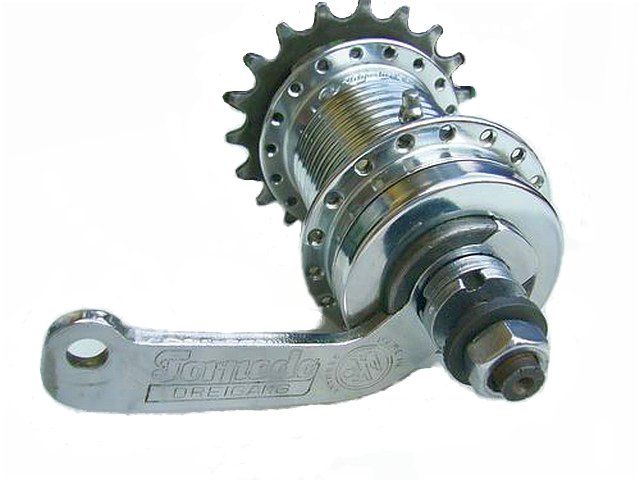
Torpedo-Freilaufnabe, nach Jahrzehnten kaum verändert

Nach der Erfindung der Torpedo-Freilaufnabe 1903 kam Ernst Sachs als erster auf die Idee, sich nicht ein Endprodukt patentieren zu lassen, sondern weltweit nur eine Komponente, ohne die niemand mehr ein modernes Fahrrad bauen konnte. Das führte in China damals bereits zur Produktpiraterie, mit zum Verwechseln ähnlichen Fälschungen der Torpedo-Freilaufnabe.
Nach der Erfindung der bekannten Torpedo-Freilaufnabe, der achtjährige Konstruktionsarbeit vorausging und die bereits damals so ausgereift war, dass sie sich über viele Jahrzehnte kaum verändert hat, wuchs das Unternehmen schnell. 1905 gab es bereits 1800 Beschäftigte und eine Produktion von 382.000 Torpedo-Naben.

#### Schnelles Wachstum

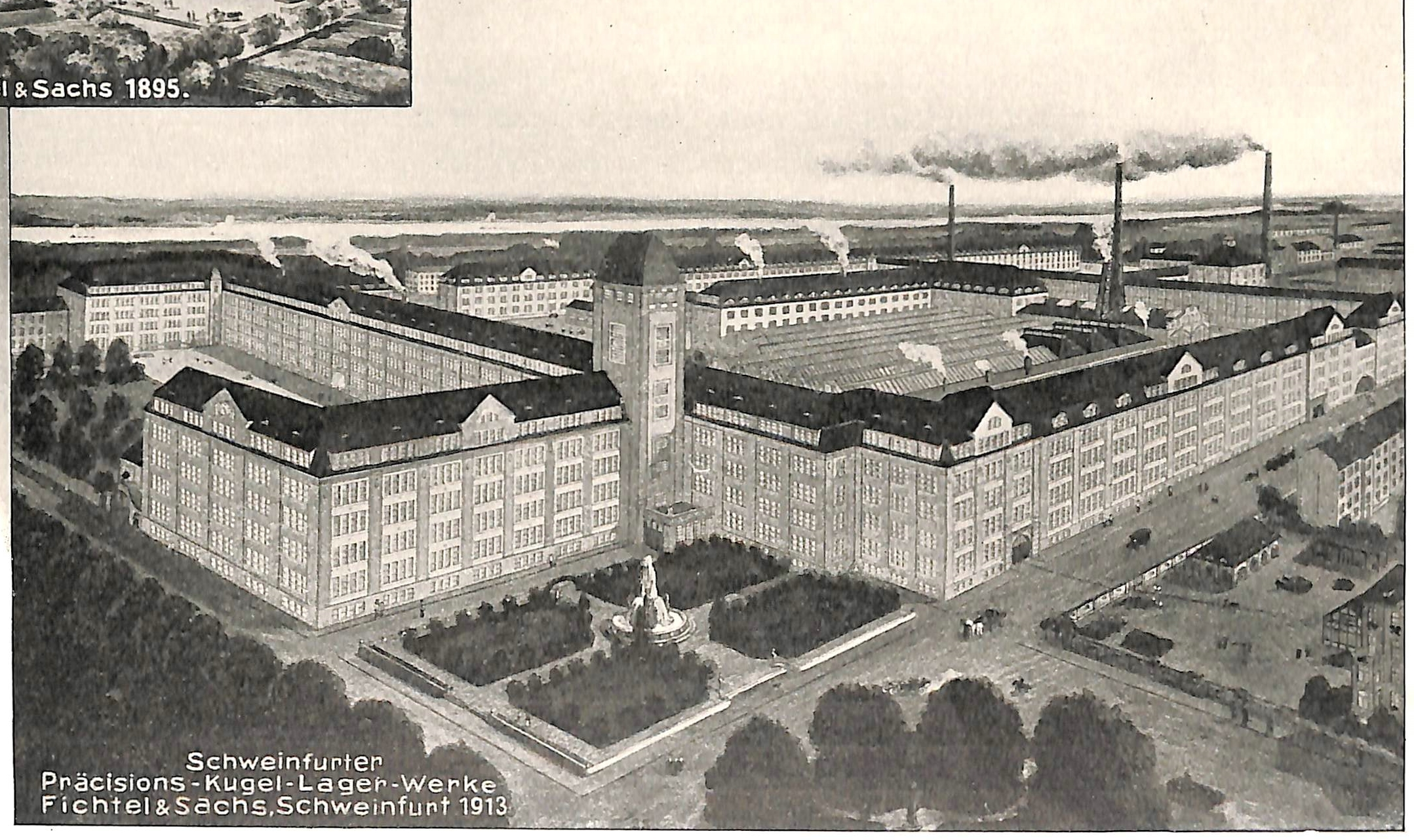
Fichtel & Sachs Werk 1 am Schillerplatz (1913),
ab 1929 östl. Werksteil der VKF (seit 1953 SKF GmbH)

Sachs’ Schwiegervater, Wilhelm Höpflinger, erhielt ein Patent auf den ersten brauchbaren Kugelkäfig, der noch heute in der Kugellagerindustrie verwendet wird. Fichtel & Sachs zählte vor dem Ersten Weltkrieg sowohl bei Wälzlagern, wo Sachs über 100 Patente anmeldete, als auch bei Fahrradnaben zu den weltweit führenden Unternehmen. 
1911 starb Karl Fichtel. Um den hohen Zöllen zu begegnen, erwarb Sachs 1912 ein Zweigwerk in Tschirnitz an der Eger in Böhmen. Etwas später entstand eine Tochterfabrik in den Vereinigten Staaten. Während des Ersten Weltkriegs stieg die Zahl der bei Fichtel  & Sachs Beschäftigten von 3.000 auf rund 8.000. Neben Naben und Kugellagern aller Art wurden in Schweinfurt Rüstungsprodukte hergestellt. Das heutige Hauptwerk (Werk Nord), zwischen Hauptbahnhof und Ernst-Sachs-Straße, geht auf eine Waffen und Geschoss-Fabrik zurück, die Fichtel &  Sachs hier als erstes errichtete, im heutigen östlichen Werksbereich.
Im Inflationsjahr 1923 erfolgte die Umwandlung in eine Aktiengesellschaft. Eine Holdinggesellschaft des Unternehmens, die Sachs GmbH, wurde im selben Jahr in München gegründet. Um die Jahreswende 1927/1928 stieg die Beschäftigtenzahl auf den vorläufigen Höchststand von 9.026. Die Nabenfertigung umfasste 67 % der Gesamtproduktion, der Rest entfiel auf Wälzlager. Sachs gründete eine Betriebliche Altersversorgung, die Ernst-Sachs-Hilfe.

#### Zwischenkriegszeit
Am Vorabend der Weltwirtschaftskrise verkaufte Ernst Sachs 1929 die Wälzlager-Sparte mit 3.000 Mitarbeitern, die etwa die Hälfte des Unternehmens ausmachte, an die schwedische SKF. Diese fusionierte zusammen mit der Schweinfurter Fries & Höpflinger AG, der Maschinenfabrik Rheinland aus Krefeld, den Riebe-Werken und der Wälzlagerfertigung der Deutsche Waffen- und Munitionsfabriken DWM, beide in Berlin, zu den Vereinigten Kugellagerfabriken AG (VKF, ab 1953 SKF GmbH). Mit dem Erlös zahlte Sachs die Fichtel-Erben aus und investierte in zukunftsfähige Entwicklungen, wie Kupplungen, Kleinmotoren und Stoßdämpfer.
Nun widmete sich Sachs der Motorisierung des Fahrrades. 1930 war der erste Sachs-Motor serienreif. Für ihre Zuverlässigkeit berühmt wurden die kleinen Sachs-Zweitaktmotoren mit 98 Kubikzentimeter Hubraum, die viele deutsche Zweiradhersteller in ihre Modelle einbauten.

### Ära Willy Sachs

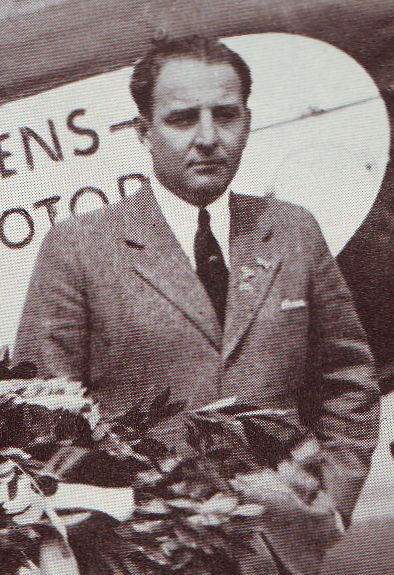
Willy Sachs, 1933

#### Nationalsozialismus
1932 starb Ernst Sachs. Sein einziger Sohn Willy übernahm die Firma. 1937 präsentierte er auf der Automobilausstellung die Saxonette, einen 60-cm³-Motor, der in die Hinterrad-Nabe von Fahrrädern eingebaut werden konnte.
Zu Beginn des Zweiten Weltkriegs lag die Beschäftigtenzahl wieder bei 7.000. Während des Kriegs gab es keine entscheidende Veränderung der Produktpalette, aber in den Arbeitsverhältnissen. Beinahe jeder deutsche Panzer war mit Sachs-Kupplungen ausgestattet. Unter den 1944 über 7.000 Beschäftigten waren viele Zwangsarbeiter.
Bei Kriegsende waren 67 % der Produktionsanlagen zerstört.

#### Frühe Nachkriegszeit

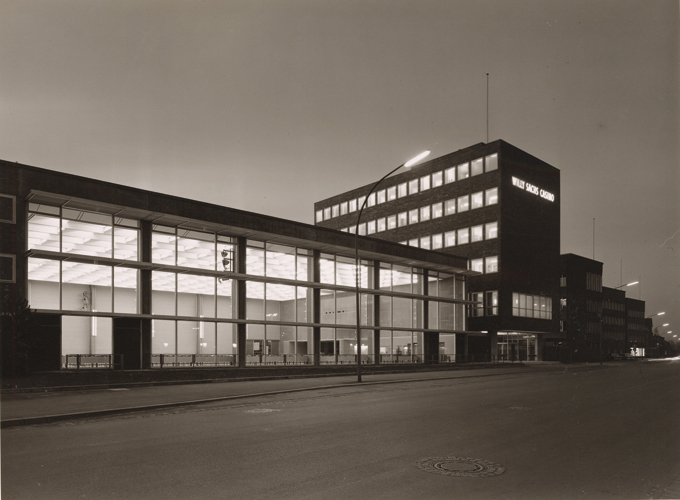
Willy-Sachs-Casino in der Ernst-Sachs-Straße, 1959

Nach dem Ende des Zweiten Weltkriegs bis zur Mitte der 1980er Jahre fertigte Fichtel & Sachs auch Einzylinder-Zweitakt-Ottomotoren mit Hubräumen von 50 bis 400 Kubikzentimeter, die StaMo genannt wurden. Ab 1953 wurde in Lizenz von Holder ein Einzylinder-Zweitakt-Dieselmotor gebaut, der anfangs mit 500, später mit 400 bzw. 600 Kubikzentimeter vor allem in Einachsschleppern sowie Kleintraktoren Verwendung fand. 1956 präsentierte die Firma das halbautomatische Getriebe Saxomat.

### Nachfolger
1958 starb Willy Sachs. Sein Sohn Ernst Wilhelm wurde zum ordentlichen Vorstandsmitglied ernannt. 1959 wurde das Zweigwerk Amortex S.A. in São Paulo aufgebaut. 1960 verließ der erste luftgekühlte Wankelmotor der Welt (für stationäre Einsätze) das Band, von da bis Mitte der 1970er Jahre wurden kleine Einscheiben-Wankelmotoren hergestellt. Allein am Standort Schweinfurt zählte man nun über 10.000 Mitarbeiter. 1967 schied Ernst Wilhelm Sachs aus dem Vorstand des Unternehmens aus und wurde zusammen mit seinem Bruder Gunter stellvertretender Aufsichtsratsvorsitzender. Auf dem Weltmarkt konnte Fichtel & Sachs mit den vier Hauptprodukten Kleinmotoren, Fahrradnaben, Kupplungen und Stoßdämpfer bis in die 1980er Jahre eine führende, teilweise auch marktbeherrschende Stellung behaupten.
In den 1960er und 1980er Jahren übernahm Fichtel & Sachs verschiedene andere traditionelle Marken und Hersteller von Fahrrädern und Fahrrad-Komponenten, darunter Hercules, Rabeneick, Huret, Maillard und Sedis.
1969 wurde in Schweinfurt der Grundstein für ein zweites Werk gelegt, das Werk Süd im neuen Industriegebiet Hafen-West, wodurch sich die Größe des Werksgeländes verdoppelte. 1971 wurde der Sachs-Renndienst errichtet, mit Rallye-Ausrichtung und -Unterstützung. 1973 wurde das breite Nabenprogramm durch die selbsttätig schaltende Zweigangnabe Torpedo-Automatic ergänzt. Nach Gunter Sachs begann nun auch sein Bruder Ernst Wilhelm ein Playboy-Leben und verunglückte 1977 tödlich beim Heliskiing in Val-d’Isère.
1981 Gründung der Fichtel & Sachs (West Africa) Ltd. in Lagos in Nigeria, zusammen mit der Salzgitter AG. 1986 begann Fichtel & Sachs mit der Entwicklung von Prototypen für Mikro-Blockheizkraftwerke und startete 10-jährige Feldversuche. Aus diesen Versuchen ging das Unternehmen Senertec in Schweinfurt hervor, das 1996 mit der Produktion des Dachs begann, des ersten serienreifen Mikro-Blockheizkraftwerks. 1990 lief der 500millionste Stoßdämpfer vom Band.

### Ära Mannesmann & Bosch/Siemens
Nachdem der Verkauf der Aktienmehrheit an den britischen GKN-Konzern 1977 vom Kartellamt noch untersagt worden war – und durch den Tod von Ernst Wilhelm Sachs der Unternehmensverkauf aufgrund einer Klausel seines Testaments für die nächsten 10 Jahre ausgeschlossen war – verkauften Gunter Sachs und die Töchter seines Bruders Ernst Wilhelm das Unternehmen ab 1987 an Mannesmann. 1991 erfolgte die vollständige Übernahme durch Mannesmann sowie der Mehrheitseinstieg von Mannesmann bei der Boge AG mit damaligem Hauptsitz Eitorf, die zwei Jahre später ebenfalls komplett übernommen wurde.
1997 wurde der Motorenbau eingestellt bzw. verkauft sowie die Produktion für Fahrrad-Nabenschaltungen und anderer Komponenten an SRAM veräußert. Sachs Bikes übernahm einen Teil der Zweiradaktivitäten. Des Weiteren wurde in diesem Jahr Fichtel & Sachs in Mannesmann Sachs umbenannt. Im Zuge der Mannesmann-Übernahme durch Vodafone ging das Unternehmen im Jahr 2000 als Teil der zuvor gegründeten Mannesmann Atecs an ein Unternehmenskonsortium um Bosch und Siemens.

### Ära ZF Friedrichshafen
2001 wurde Mannesmann Sachs an ZF Friedrichshafen verkauft und noch im gleichen Jahr in ZF Sachs umbenannt. Der traditionsreiche französische Kettenhersteller Sedis wurde an die indische Fahrrad- & Industrieholding Tube Investments weiterverkauft.
Bereits im November 2002 wurde ein großes Entwicklungszentrum im Werk-Süd eröffnet.
Anfang 2007 wechselte der Vorstandsvorsitzende Hans-Georg Härter als Vorstandsvorsitzender zum Mutterunternehmen ZF Friedrichshafen und Peter Ottenbruch wurde sein Nachfolger bei ZF Sachs.
Am 1. August 2011 wurde das Unternehmen mit ZF Friedrichshafen verschmolzen. Damit erlosch ZF Sachs als eigenständiges Unternehmen, den Geschäftsbetrieb und die Marke Sachs führte ZF Friedrichshafen weiter.
Das Schweinfurter Werk Süd wurde seit der Übernahme durch ZF bis heute ständig erweitert, zudem mit einem Kunststoffzentrum und einem Entwicklungszentrum für E-Mobilität. 2017 hatte der Schweinfurter Standort mit 9.500 Arbeitnehmern fast wieder den Höchststand aus der Nachkriegszeit erreicht.

## Produkte

### Heutige Produktpalette
Das heutige Produktionsprogramm der Schweinfurter Werke der ZF Friedrichshafen AG umfasst Antriebskomponenten wie Kupplungssysteme, Drehmomentwandler, Zweimassenschwungräder, elektrische Antriebe sowie Gesamtmodule für Hybridfahrzeuge, außerdem Fahrwerkkomponenten wie Stoßdämpfer und Dämpfungssysteme für Pkw, Lkw, Motorräder und Schienenfahrzeuge.

### Sachs-Motoren
Fichtel & Sachs begann 1930 mit der Fertigung eines Fahrzeugmotors mit 74 Kubikzentimeter Hubraum. Bereits 1932 folgte ein Modell mit 98 Kubikzentimeter. In den 1930er Jahren wurden das Fahrrad mit Hilfsmotor „Saxonette“, Stationär- und Bootsmotoren sowie Motorradmotoren in das Programm aufgenommen. Nach dem Krieg wurde die alte Motorenpalette durch eine Vielzahl von Neukonstruktionen mit 50 Kubikzentimeter Hubraum für Mopeds, Mofas, Klein- und Leichtkrafträdern ergänzt. Motoren mit größeren Hubräumen fanden Verwendung in Klein- und Schneemobilen und Motorrädern.

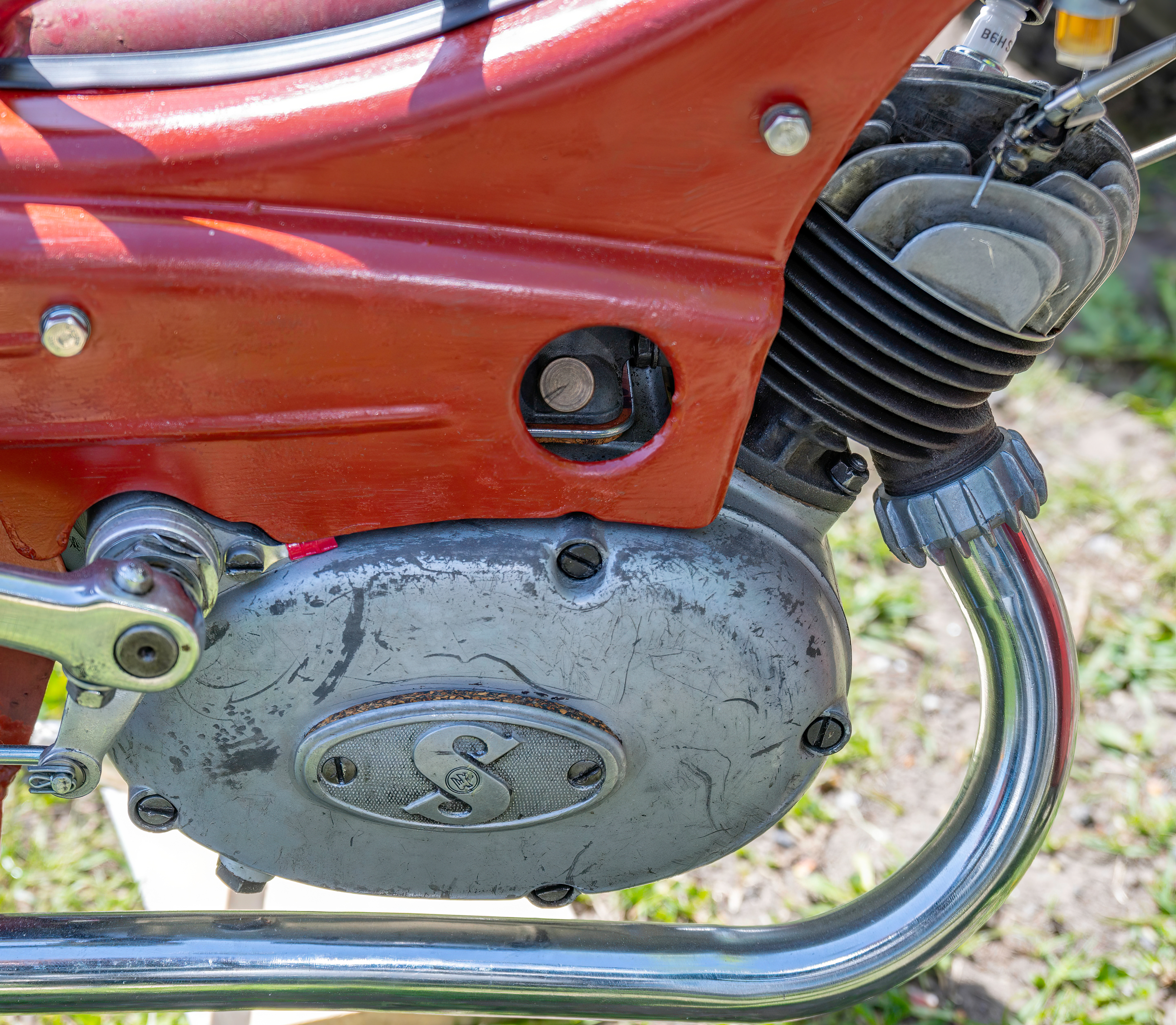
Sachs 50-cm³-Moped-Motor mit Fahrtwindkühlung und Tretkurbeln
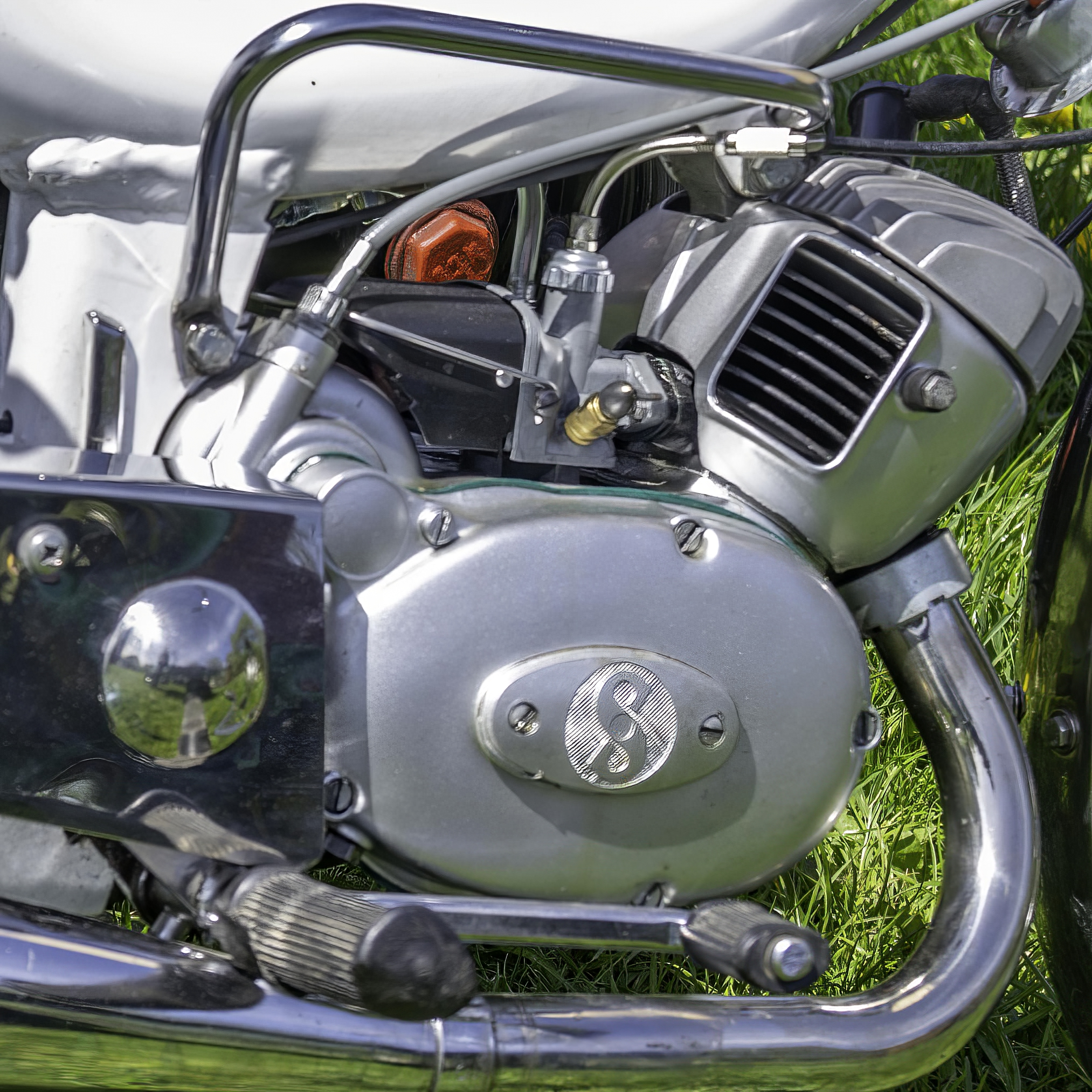
Sachs 50-cm³-Mokick-Motor mit Gebläsekühlung
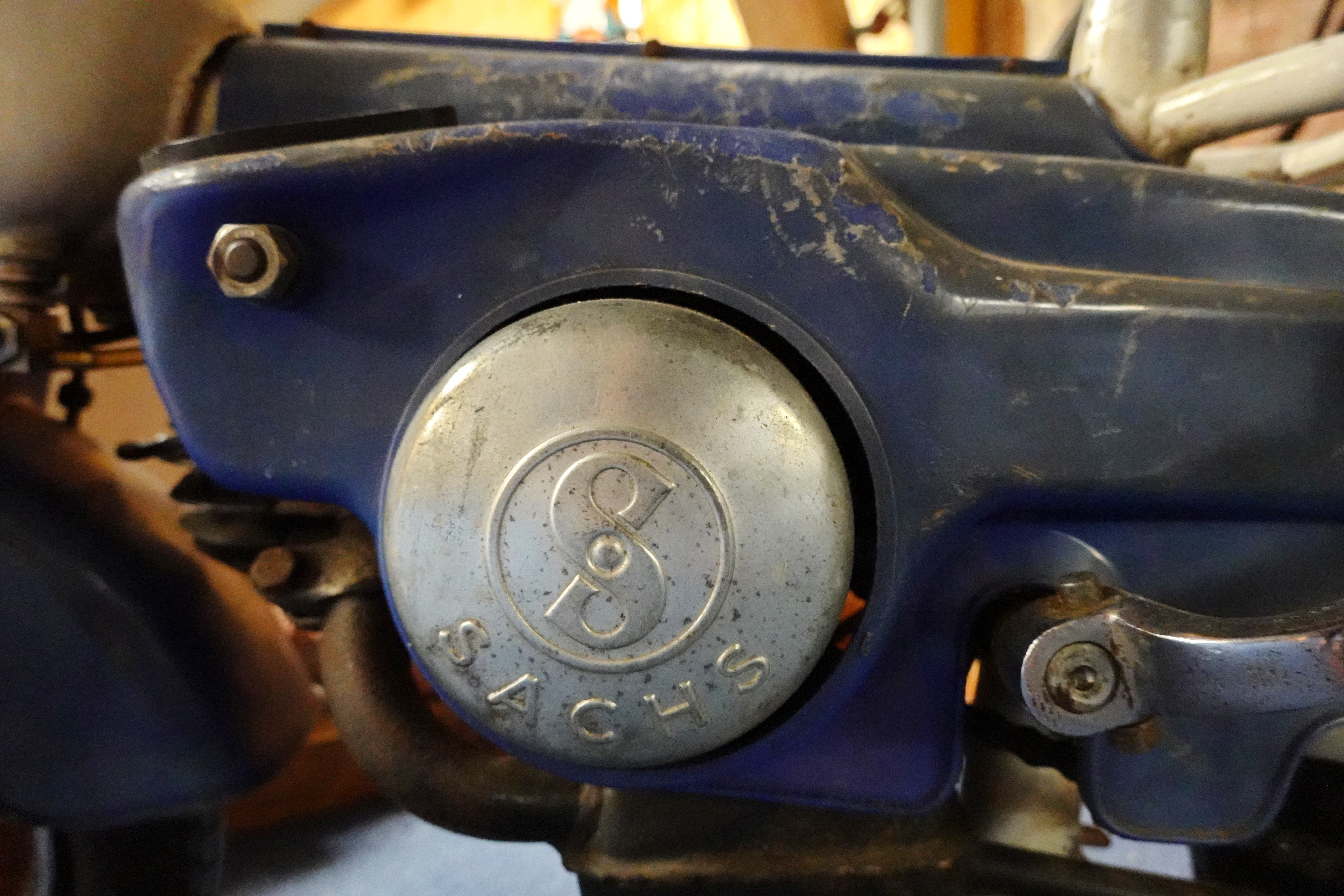
Sachs-502 50-cm³-Mofa-Motor mit Fahrtwindkühlung bei Motograziella Klappmofa
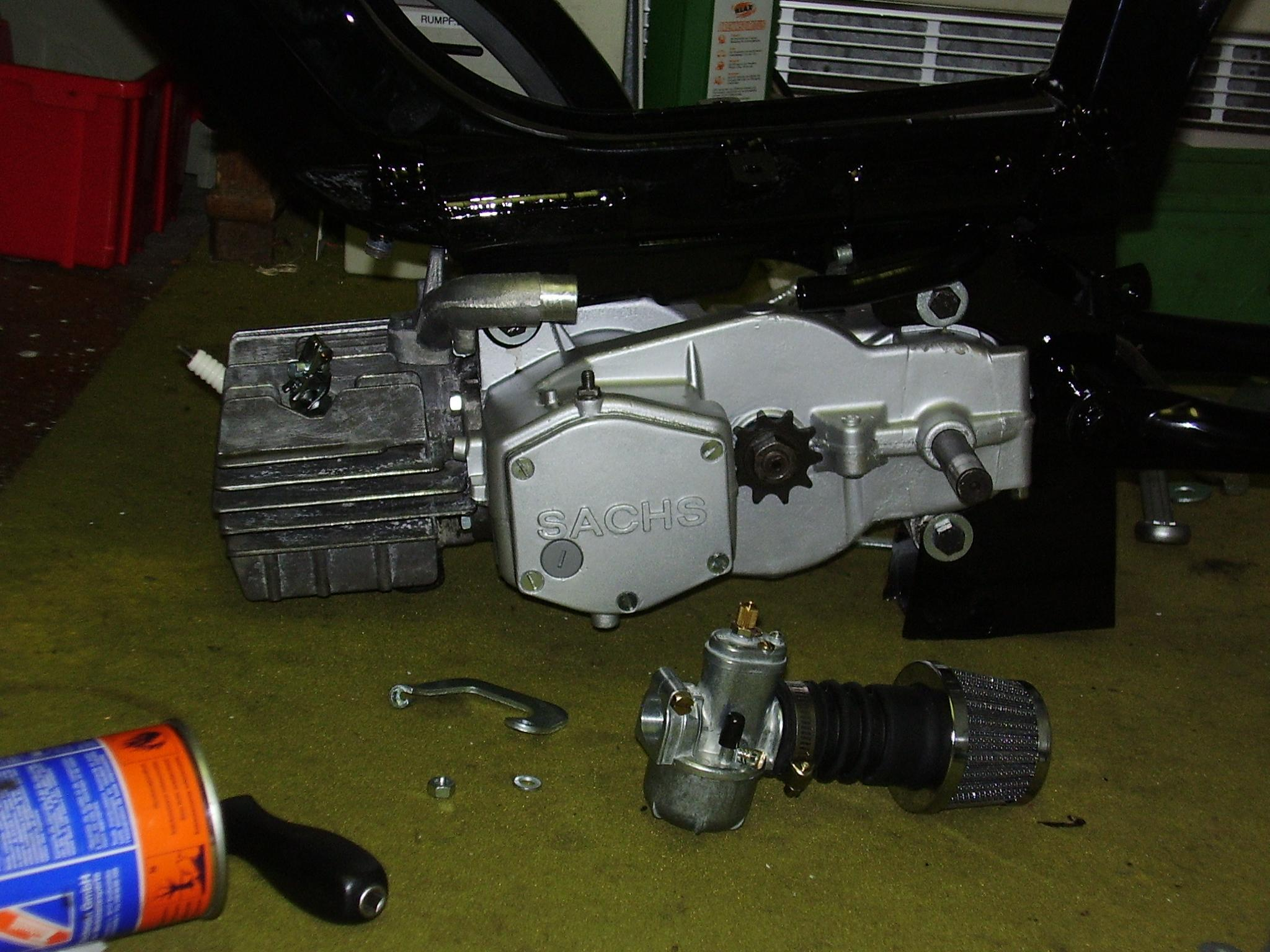
Sachs-505 50-cm³-Mofa-Motor mit Fahrtwindkühlung

Der Stationärmotorenbereich wurde durch Zweitakt-Dieselmotoren und Rasenmähermotoren mit verschiedenen Hubräumen erweitert. Hervorzuheben ist die Entwicklung einer Reihe von Wankelmotoren in verschiedenen Größen für die unterschiedlichsten Einsatzbereiche. Nach der Übernahme des Unternehmens durch Mannesmann wurde die Motorenfertigung 1997 eingestellt. 2019 wurde ein Sachs E-Bike-Motor veröffentlicht.

### Fahrradkomponenten

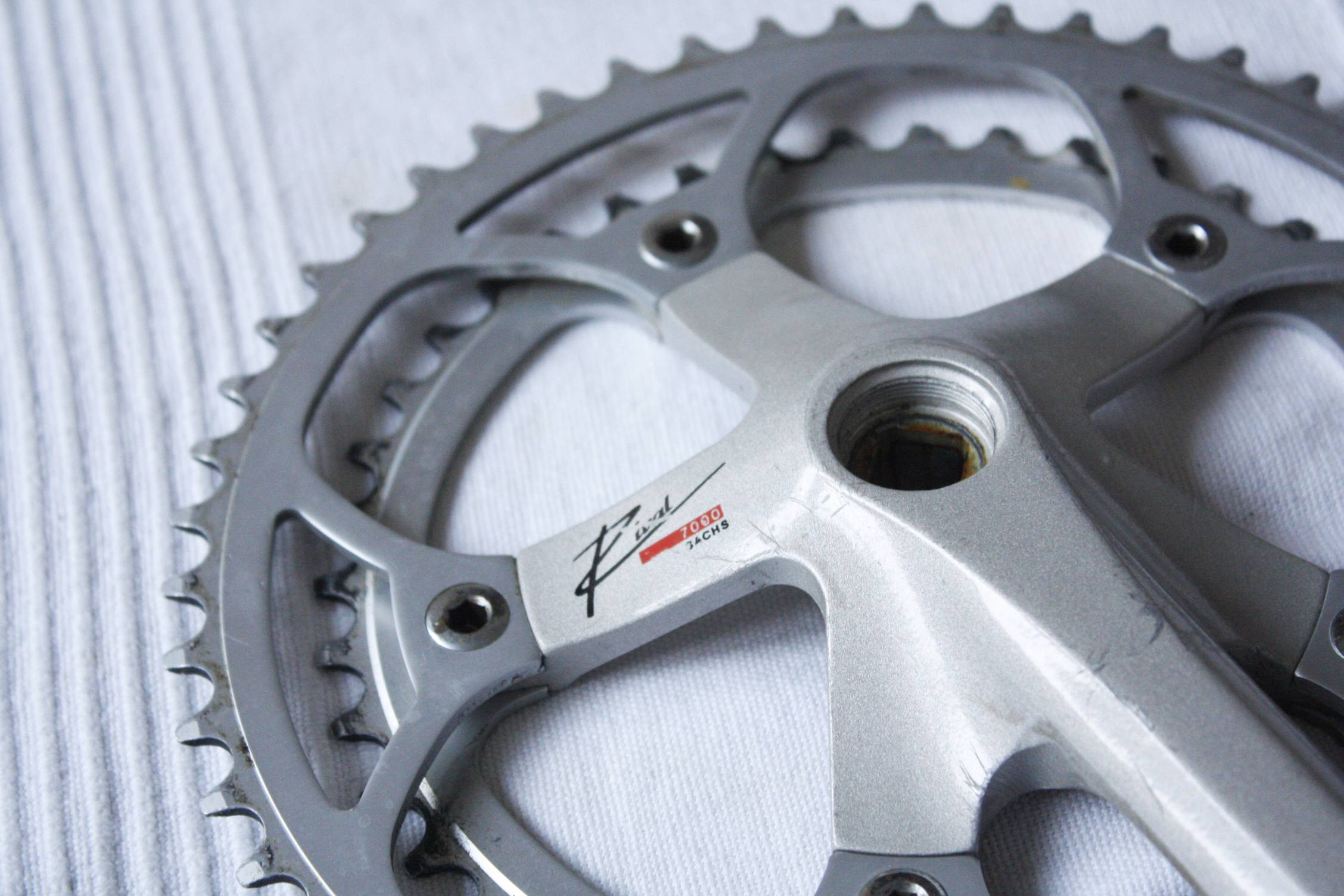
Kurbel aus der Sachs Rival 7000-Gruppe

Fichtel & Sachs produzierte bis zur Übernahme der Fahrradsparte durch SRAM Mitte der 1990er Jahre eigene Fahrradkomponentengruppen. Bei der Bremsenproduktion kooperierte Sachs mit Modolo und bei der Schaltwerksproduktion mit Weinmann und Simplex.

## Renak in Reichenbach
1944 wurde die Produktion der Torpedo-Freilaufnabe von Schweinfurt nach Reichenbach im Vogtland ausgelagert. Mit Kriegsende wurde die Produktion unterbrochen. Im August 1945 wurde der Betrieb von der Landesregierung Sachsen übernommen und am 1.  November 1946 an die UdSSR übergeben, er firmierte teilweise als Awtowelo. Am 1. Mai 1952 wurde daraus der VEB Fahrzeugteilewerk Fichtel & Sachs, Reichenbach der DDR. 1956 wurde die Marke Renak für die VEB Renak-Werke (Reichenbacher Naben und Kupplungswerke) geschützt. Mitte der 1960er Jahre erreichte die Produktion von Fahrradteilen einen Höhepunkt mit Export in 40 Länder, sie wurde jedoch gedrosselt und der Export eingestellt.

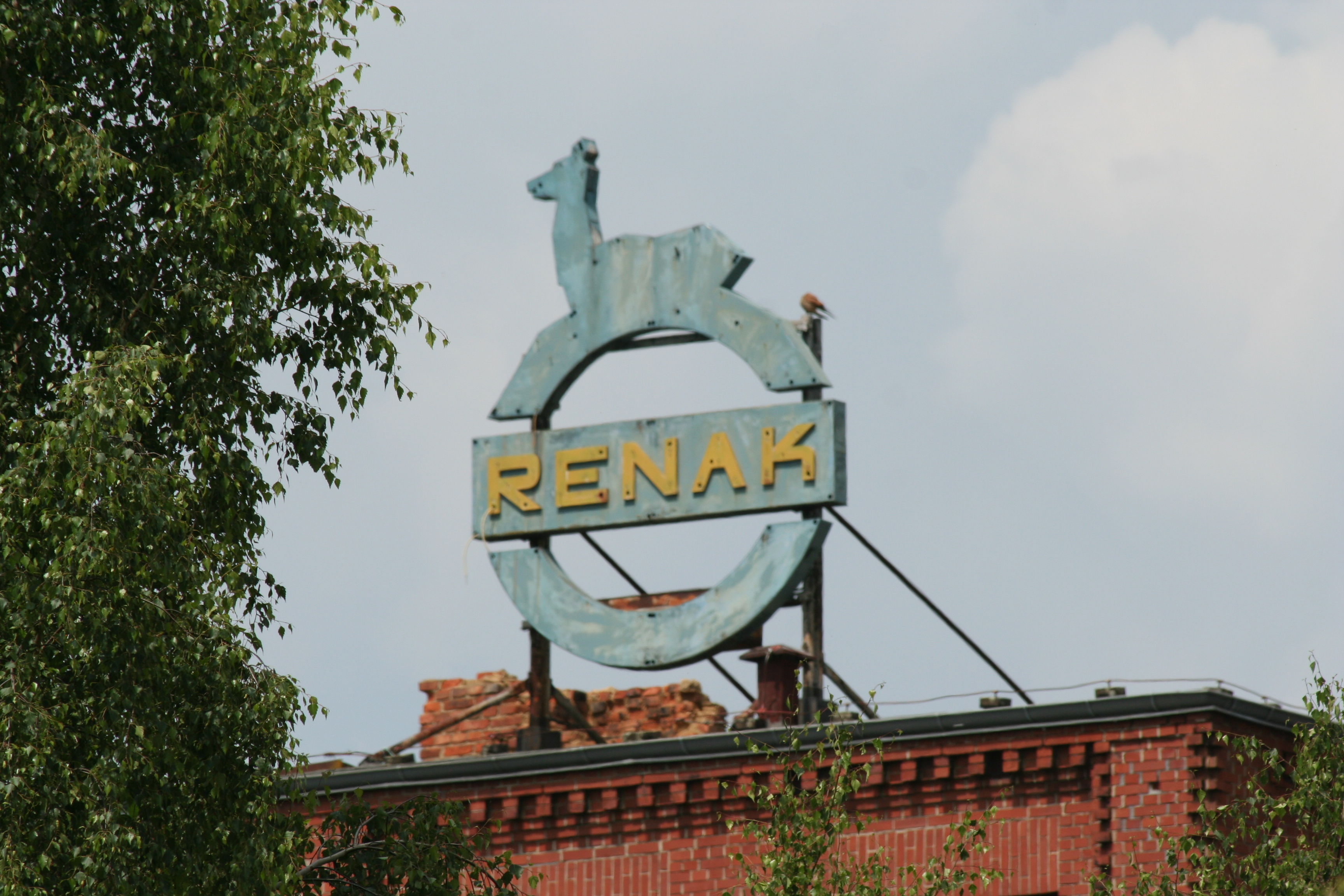
Logo der Renak in Reichenbach

Am 1. Juli 1990 erfolgte die Umwandlung zur RENAK-Werke GmbH. Produkte wie Lenkungslager, Tretlager, Leerlaufzahnkränze und ungebremste Stahlnaben wurden eingestellt. Von der Fichtel & Sachs AG wurde die Produktion der Jet-Nabe übernommen. Unter der Verwaltung der Treuhandanstalt wurde das Unternehmen in mehreren Teilbereichen privatisiert.
Der Betriebsteil Fahrradkomponenten, der nur noch die Rücktrittbremsnabe Univers (Torpedo) und Speed (Jet) sowie Aluminiumnaben produzierte, wurde am 1. April 1994 an die Flying Pigeon Bicycle Group Corporation (Tianjin) aus China verkauft und zugleich die RENAK–International GmbH mit rund 30 Beschäftigten gegründet.
Am 7. März 1994 wurde die Reichenbacher Naben und Fahrrad-Komponenten GmbH gegründet und die Produktion der Nabenlichtmaschine Enparlite (mechanisch abschaltbar, mit Getriebe) vorbereitet. Ende 1994 erfolgte der Verkauf der Univers- und Speed-Nabenproduktion einschließlich des Markenzeichens RENAK von Flying Pigeon zurück an die Reichenbacher Naben und Fahrrad-Komponenten GmbH, die danach ihren Namen auf RENAK Komponenten GmbH verkürzte.